# Кирилов Михайло Антонович
Миха́йло Анто́нович Кири́лов (8 листопада 1908, Київ — 29 серпня 1993, Вінниця) — український радянський графік; член Спілки радянських художників України з 1947 року.

## Життєпис
Народився 26 жовтня [8 листопада] 1908 року у Києві. 1931 року закінчив педагогічно-політосвітний факультет Київського художнього інституту, де навчався у Володимира Денисова, Дениса Невкритого, Михайла Бернштейна, Віктора Пальмова. Працював у радянській пресі — з 1932 року в газеті «Молодий більшовик»; з 1940 року — в газеті «Комсомолець України».
Брав участь у німецько-радянській війні. Нагороджений орденом Вітчизняної війни ІІ ступеня (6 квітня 1985), медалями «За оборону Сталінграда» (22 грудня 1942), «За оборону Кавказу» (1 травня 1944), двома «За бойові заслуги» (30 вересня 1944, 3 червня 1945), «За перемогу над Німеччиною» (9 травня 1945). Член ВКП(б) з 1943 року.
У 1976 році перебував біля витоків створення Вінницької обласної організації Національної спілки художників України. Мешкав у Вінниці в будинку на вулиці 600-річчя Вінниці, № 34, квартира № 110. Помер у Вінниці 29 серпня 1993 року.

## Творчість
Працював у жанрах газетної ілюстрації, станкової графіки. Майстер політичної карикатури, малюнку і книжкової графіки. Роботи друкувались у газетах «Известия», «Радянська Україна», «Правда Украины», журналі «Перець». Ілюстрував «Літературний альманах» (Вінниця, 1936—1969). Малюнки:
- «Колгоспна молодь» (1936);
- «Парашутисти» (1938);
- «Дівчина з яблуками» (1940);
- «Пам'ять матері» (1947);
- «На могилі Тараса Шевченка» (1950);
- «Вишенька будується» (1960);
- «Бандуристка» (1970);
- «Весна над Бугом» (1970);
- «Цвітуть сади Поділля» (1971);
- «Квіти Поділля» (1972).

Серії — малюнків «З олівцем по Донбасу» (1940-ві), плакатів «За мир» (1956—1960).
Учасник міських, обласних мистецьких виставок від 1936 року. Персональні виставки відбулися у Вінниці у 1952 і 1973 роках.